# KOF: Maximum Impact 2
KOF: Maximum Impact 2 (The King of Fighters 2006 en Amérique du Nord) est un jeu de combat développé par SNK Playmore et édité par Ignition Entertainement et SNK Playmore, sorti sur PlayStation 2 en 2006-2007. C'est la suite de The King of Fighters: Maximum Impact.

## Système de jeu
Tout comme son prédécesseur, les combats de The King of Fighters: Maximum Impact 2 se déroulent en 3 dimensions, tout comme Virtua Fighter et Tekken. Les matchs se déroulent en 1 contre 1.
Différents modes de jeu sont disponibles:
- Le mode histoire, qui permet de suivre l'histoire des différents personnages au travers de combats.
- Le mode versus, où l'on peut affronter un autre joueur.
- Le mode contre-la-montre, où il faut vaincre le plus grand nombre d'adversaires dans un temps limité.
- Le mode survie, où il faut résister à un maximum d'ennemis, jusqu'à ce que mort s'ensuive.
- Le mode mission, où il faudra remplir certaines conditions pour remporter un combat.

## Scénario
Après le tournoi du précédent volet remporté par Alba Meira, Duke disparut de Southtown avec le gang Mephistopheles. L'ancien gang présent dans Southtown, Addes, refait parler de lui. Des invitations pour un nouveau tournoi sont envoyés à différents combattants. Alba et Soiree sont de nouveaux confrontés à des adversaires puissants: Luise Meyrink et Jivatma.

## Mise à jour
The King of Fighters: Maximum Impact 2 a connu une mise à jour en 2007. Nommée Regulation A, cette version ajoute 4 nouveaux personnages et marque le retour des combats en 3 contre 3, mais elle se voit aussi dépossédée de son mode histoire. Ce remake est le seul des Maximum Impact à être sorti en arcade, sur le Taito Type X². Il est aussi sorti uniquement au Japon le 26 juillet 2007 sur PlayStation 2

## Suite
Au Tokyo Game Show 2007, une suite a été annoncée pour Taito Type X² et PlayStation 2. Des rumeurs affirmaient que The King of Fighters XII avait retardé le projet, mais le jeu a finalement été annulé quelque temps plus tard.